# Carmen Carrera
Carmen Carrera (13 de abril de 1985) es una personalidad de telerrealidad, modelo, bailarina de burlesque y actriz, conocida por aparecer en la tercera temporada del concurso de Logo RuPaul's Drag Race, así como por su secuela RuPaul's Drag U. Carrera es una mujer transgénero.

## Carrera artística
Carrera nació en Elmwood Park.

### RuPaul's Drag Race
En 2011, apareció en la tercera temporada del reality show RuPaul's Drag Race. Carrera fue la segunda concursante en la historia del espectáculo (después Shangela) en unirse al elenco después de ser eliminada, y junto con Raja, Manila Luzon y Delta Work, formó parte de la camarilla conocida como las "Heathers", que tomó su nombre de la película de 1988, Heathers. En el episodio 10, "RuPaul-a-Palooza", Carrera fue eliminada por su actuación mientras sincronizaba los labios con una versión reggae de la canción "Superstar" de RuPaul. Los jueces Michelle Visage, Santino Rice y Billy Brasfield votaron para volver a invitar a Carrera a la competencia en el episodio 12, "Jocks in Frocks". Posteriormente, Carrera fue eliminada en ese episodio después de estilizar a un atleta masculino musculoso en su estilo drag.

### Carrera tras RPDR
La edición de W de noviembre de 2011 presentó una serie de productos ficticios en publicidades de estilo realista como parte de un proyecto de arte de temática general. Carrera apareció en la serie como la cara de la fragancia ficticia La Femme. En 2011, Carrera, junto con las concursantes de la tercera temporada de Drag Race, Manila Luzon y Shangela Laquifa Wadley, aparecieron en un comercial de televisión para el sitio web de viajes Orbitz.
Carrera también ha sido activa en la concientización y el activismo contra el VIH/sida. Después de aparecer en un anuncio de Gilead Sciences titulado "Red Ribbon Runway" con sus compañeros de Drag Race Manila Luzon, Delta Work, Shangela Laquifa Wadley y Alexis Mateo, el vestido que lucía fue subastado por Logo en conmemoración de Día Mundial de la Lucha contra el Sida. Las ganancias de la subasta fueron donadas a la Asociación Nacional de Personas con SIDA.
Carrera apareció como una "profesora de drag" en dos episodios de la segunda temporada de RuPaul's Drag U. En el episodio "80s Ladies", le dio a la cantante Stacey Q un cambio de imagen para aumentar su confianza. Carrera apareció en el vídeo musical del artista Lovari para "Take My Pain Away".
En un episodio del programa de noticias de ABC Primetime: What Would You Do? que se emitió el 4 de mayo de 2012, Carrera representó el papel de una camarera transgénero que trabaja en un restaurante de Nueva Jersey. Un actor que interpreta a un cliente reprende al personaje de Carrera por su experiencia pasada de haber sido atendida por ella cuando se presentó como hombre, lo que llevó a otros clientes a acudir en defensa de Carrera. Este programa también marcó la primera ocasión en que Carrera se reveló públicamente como transgénero.
El 11 de junio de 2012, Carrera apareció en un episodio de la serie de TLC Cake Boss, "Bar Mitzvah, Beads & Oh Baby!", en la que, sin saberlo, participó en una broma que involucraba a "Cousin Anthony" Bellifemine, la prima de "Cake Boss" Buddy Valastro, quien se estableció con una cita con Carrera. La frase de la broma hizo que Valastro le dijera a Bellifemine que "...ese es un hombre, bebe!". Sin embargo, Carrera originalmente aceptó aparecer en el programa para promover la igualdad para la comunidad transgénero, sin saber que ella estaría involucrada en una broma. Tras la emisión del programa, Carrera reprendió la situación en Facebook:

By calling me a 'MAN' promotes ignorance and makes it ok to call transgender women, men. PEOPLE GET BULLIED, BEAT UP, AND KILLED FOR BEING TRANS BECAUSE OF THIS IGNORANCE! ... I made it VERY clear to the producers on how to use the correct wording before agreeing to filming this but instead they chose to poke fun and be disrespectful. That's not what Im [sic] about! ... I may not have been born a woman, but im [sic] NOT a man. I told them I wouldn't mind if they said 'born male' or 'was a male'. After taking this journey it's not fair at all to be lied to by the producers.
Al llamarme 'HOMBRE', promueve la ignorancia y hace que sea aceptable llamar hombres a las mujeres transgénero. ¡LAS PERSONAS SUFREN BULLYING, SON GOLPEADAS Y ASESINADAS POR SER TRANS POR ESTA IGNORANCIA! ... Les dejé MUY claro a los productores cómo usar los términos correctos antes de aceptar filmar esto, pero en su lugar optaron por burlarse y ser irrespetuosos. ¡Así no soy! ... Puede que no haya nacido mujer, pero no soy un hombre. Les dije que no me molestaría que dijeran 'nació varón' o 'era varón'. Después de realizar esta transición, no es justo que los productores nos mientan.

Valastro posteriormente se disculpó por el incidente, diciendo que

"I owe an apology to the entire LGBT community. It was absolutely not my intention to upset or offend her, or anyone within the community, and I was wrong to use the words I did. I am a supporter of gay rights and equality, and while I regret this situation and my choice of words, I am thankful to have received this feedback and the opportunity to learn from this mistake. I hope that Carmen accepts my sincere regrets."
Le debo una disculpa a toda la comunidad LGBT. No tuve en absoluto la intención de molestarla ni ofenderla a ella ni a nadie dentro de la comunidad, y me equivoqué al usar las palabras que utilicé. Soy partidario de los derechos e igualdad homosexuales, y aunque lamento esta situación y la elección de mis palabras, agradezco haber recibido estos comentarios y la oportunidad de aprender de este error. Espero que Carmen acepte mis sinceras disculpas.

Al día siguiente, el 12 de junio de 2012, TLC anunció que "Bar Mitzvah, Beads & Oh Baby!" fue cancelada indefinidamente; la cadena televisiva tiene planes para volver a editar el episodio para su futura transmisión.
Una petición comenzó a solicitar que Carrera sirviera como modelo durante el Victoria's Secret Fashion Show de 2013, pero a pesar de la cobertura de los medios y de aproximadamente 45,000 firmas, no tuvo éxito.
En marzo de 2014, Carrera criticó abiertamente a RuPaul por el uso del peyorativo "she-male" en un episodio de RPDR. Ella continuó criticando a RuPaul cuando el problema surgió nuevamente en 2015, después de que Logo produjo el juego "Female or SheMale" de DragRace, lo que llevó a RuPaul a defender el uso de la palabra "tranny". Las continuas protestas de Carrera llevaron a que otros acusaran que ella estaba 'mordiendo la mano que la alimentaba'. Carrera respondió que, aunque apreciaba la oportunidad de haber competido en DragRace, finalmente obtuvo su estatus a través de sus esfuerzos y los de su agente, amigos, fanáticos y familiares, y que no estaba obligada a respaldar el uso del lenguaje transfóbico de RuPaul.

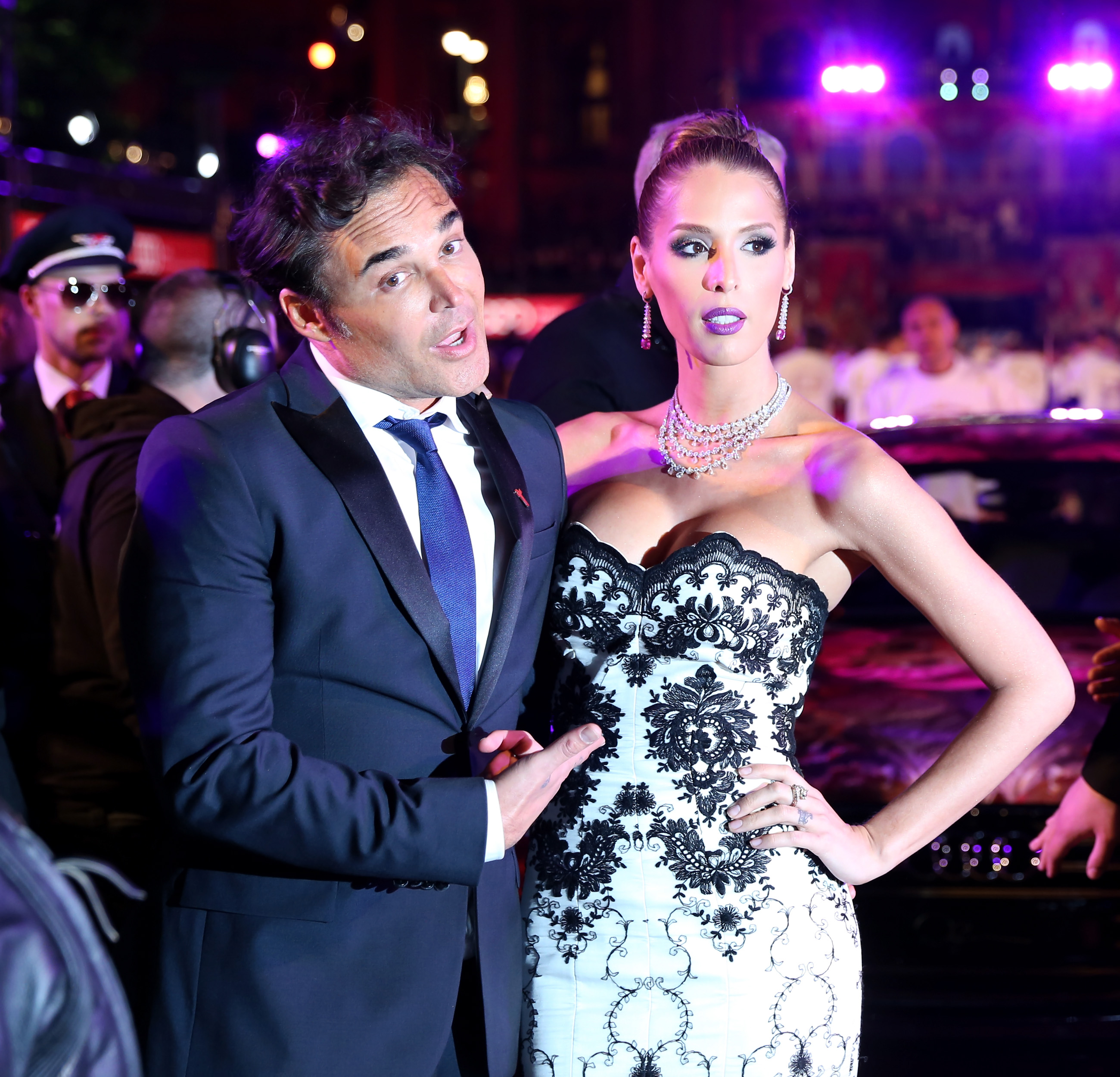
Carrera con David LaChapelle en Life Ball 2014

Carrera ha posado para el fotógrafo David LaChapelle. Apareció en un póster de Life Ball con genitales masculinos y femeninos para representar el desenfoque de la identidad de género.
En 2014, Carrera se incluyó como parte de la lista anual de "40 under 40" de Advocate e hizo una aparición en el primer episodio de Jane the Virgin.
También en 2014, Carrera apareció en la portada del quinto aniversario de la revista C☆NDY junto con otras trece mujeres transgénero: Janet Mock, Laverne Cox, Geena Rocero, Isis King, Gisele Alicea, Leyna Ramous, Dina Marie, Nina Poon, Juliana Huxtable, Niki M'nray, Pêche Di, Carmen Xtravaganza y Yasmine Petty.
En 2019 apareció en el vídeo musical de la canción de Madonna «God Control».

## Vida personal
Carrera mantuvo una relación de pareja de hecho con Adrián Torres desde 2009, pero en 2013 anunció que se habían separado. En 2015, los dos estaban juntos, recibiendo consejería de relación mientras eran filmados para el programa de televisión Couples Therapy. Se casaron el 10 de junio de 2015, durante el rodaje del espectáculo, que se emitió como final de temporada el 9 de diciembre de 2015.
Carrera se identificó como un hombre gay y continuó presentándose como tal durante el rodaje de la tercera temporada de Drag Race, pero comenzó su transición de género cuando concluyó el rodaje. Carmen Carrera es de ascendencia puertorriqueña y peruana.